# Cieszowa
Cieszowa is een dorp in de Poolse woiwodschap Silezië. De plaats maakt deel uit van de gemeente Koszęcin en telt 322 inwoners.

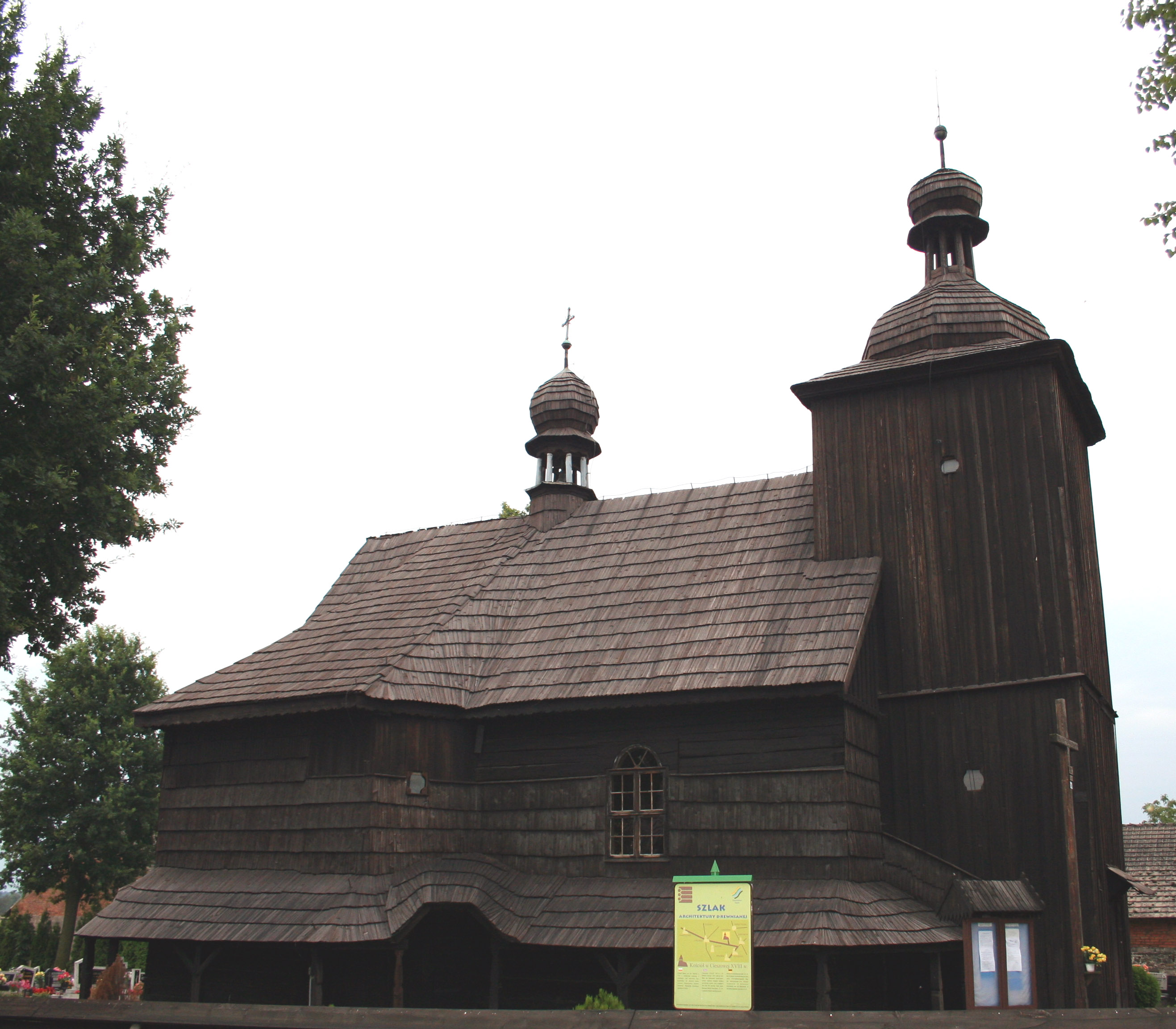
Kerk